# Romancio grigionese
Il romancio grigionese (Rumantsch Grischun) è la versione standardizzata e unitaria della lingua romancia svizzera creata in gran parte dal professore Heinrich Schmid (padre anche del ladino standard). Il romancio grigionese come lingua standard è nata nel 1982 sul fondamento dei diversi idiomi romanci. Dal 2001 è lingua ufficiale del Cantone dei Grigioni e la lingua di alfabetizzazione in alcune scuole. Le pagine in comune delle edizioni regionali del giornale La Quotidiana sono scritte in Rumantsch Grischun. Il romancio grigionese è tra le varietà linguistiche ufficiali della confederazione svizzera.
La Wikipedia in romancio parzialmente è scritta in Rumantsch Grischun.